# Altaiska
Altaiska (Алтай тили, Altaj tili), kallat ojrotiska före 1948, är ett nordligt turkspråk med omkring 71 600 talare, altajer, i Altajrepubliken och Altaj kraj i södra Sibirien i Ryssland, samt i delar av Mongoliet och Kina. Enligt den sovjetiska folkräkningen 1989 fanns cirka 52 000 talare. Språket har officiell status i Altajrepubliken.
Språket anses vanligen bestå av fem dialekter, även om stora skillnader föreligger mellan dessa. De fem varieteterna delas in i två dialektgrupper: en sydlig, talad främst i Altajrepubliken, med idiomen standardaltaiska och telengitiska (talat av telengiter), och en nordlig, talad främst i Altaj kraj, med idiomen tubalariska, kumandinska och tjelkanska (talat av tubalarer, kumandiner respektive tjelkaner).
Altaiska skrevs med det latinska alfabetet från 1928 till 1938. Det skrivs sedan dess med en modifierad variant av det kyrilliska alfabetet, med fyra bokstäver utöver de som finns i det ryska alfabetet: Јј, Ҥҥ, Ӧӧ och Ӱӱ.